# Chochołowski Potok

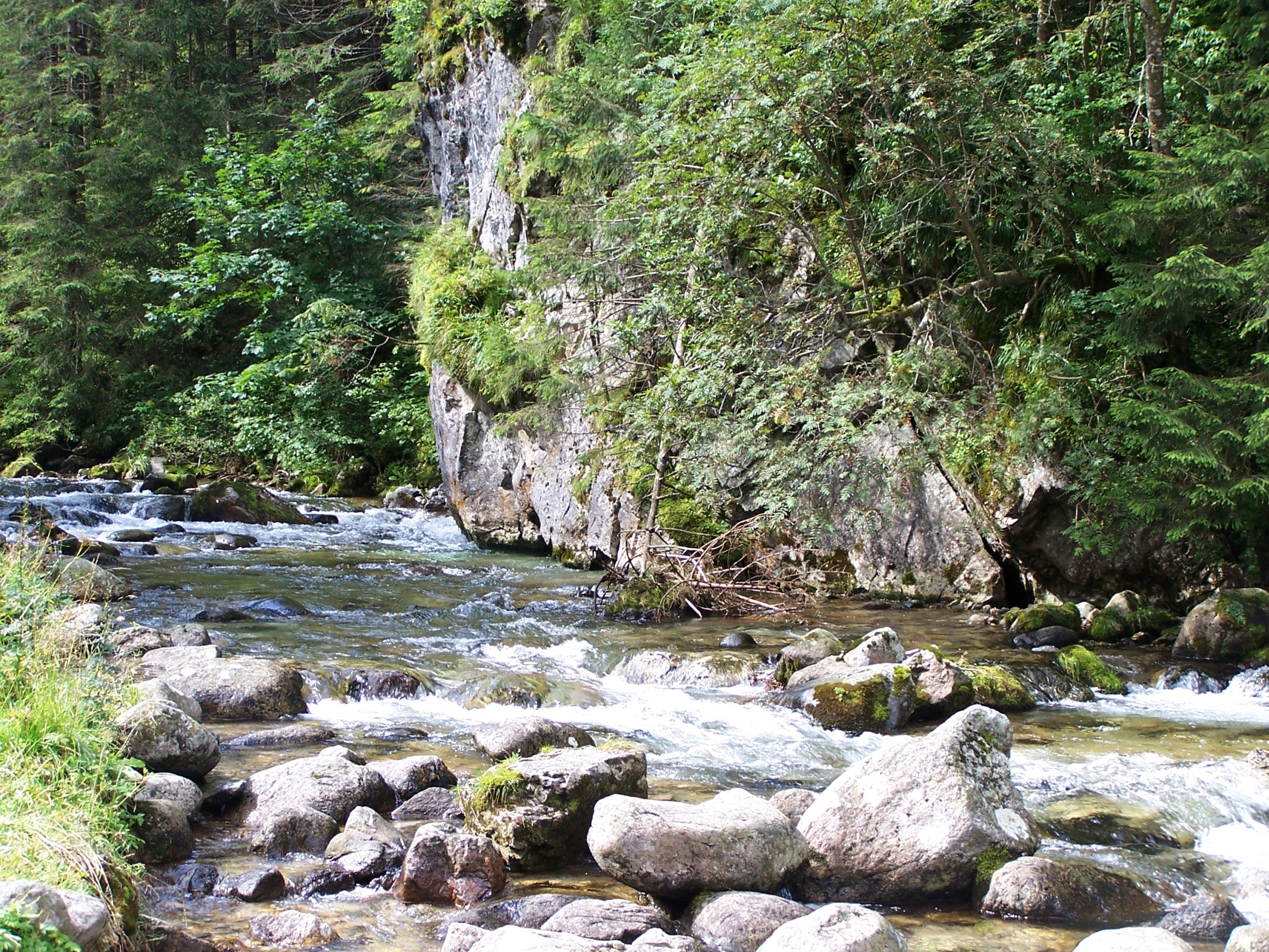
Chochołowski Potok powyżej Polany pod Jaworki

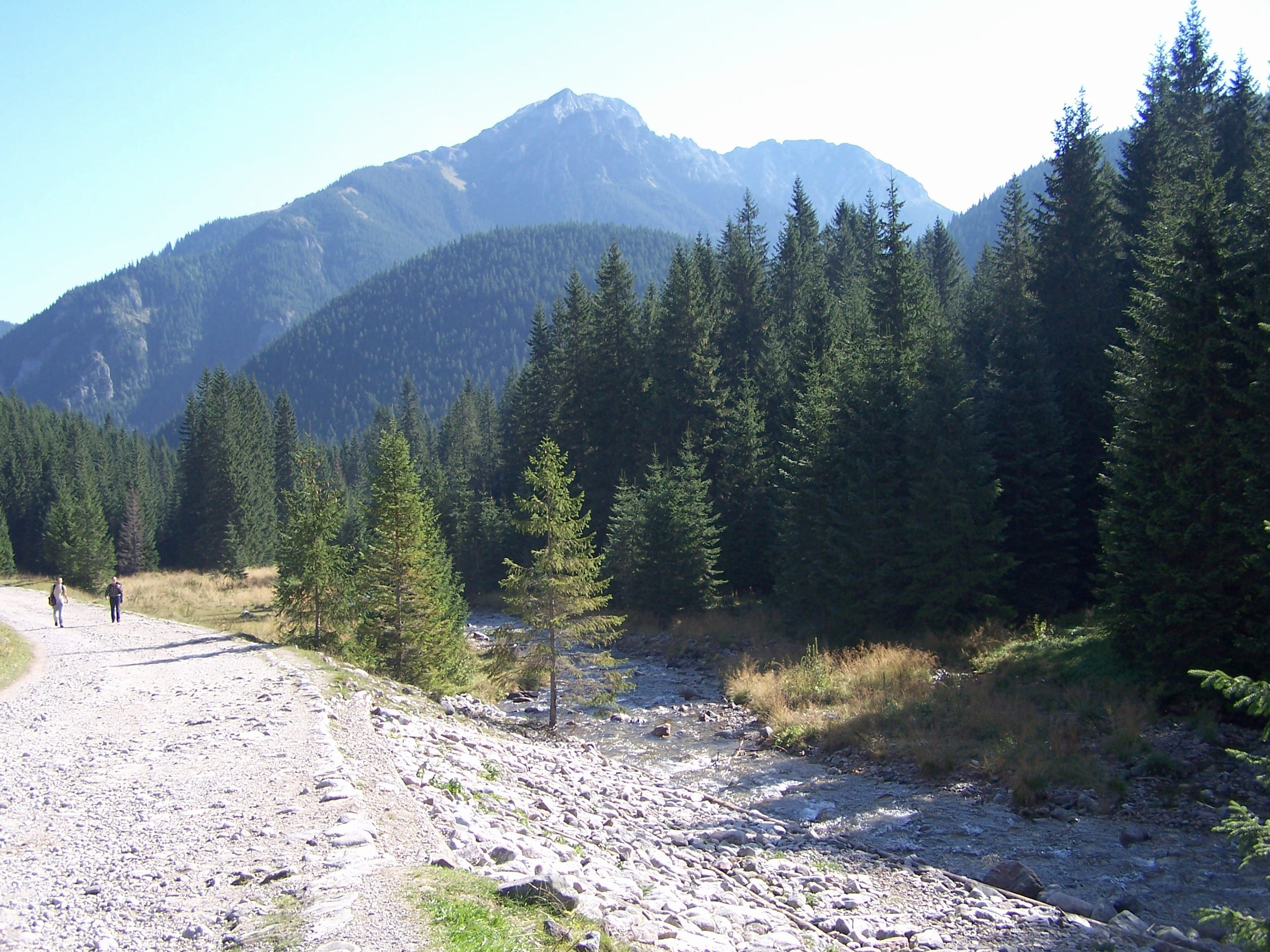
Chochołowski Potok przy Chochołowskiej Polanie. U góry Kominiarski Wierch

Chochołowski Potok – potok płynący dnem Doliny Chochołowskiej w Tatrach Zachodnich. Jest uważany za środkowy bieg Czarnego Dunajca. Górnym biegiem jest Wyżni Chochołowski Potok. Nazwą Chochołowski Potok obejmuje się potok na odcinku od ujścia Jarząbczego Potoku do ujścia Koryciańskiej Siklawy. Odcinek od ujścia tej ostatniej do ujścia Kirowej Wody nosi nazwę Siwej Wody.

## Charakterystyka potoku
Na swojej trasie potok przepływa przez wszystkie rodzaje skał budujących Dolinę Chochołowską. W górnej jej części (Dolina Chochołowska Wyżnia) jego dno zbudowane jest z twardych skał metamorficznych i krystalicznych. Tutaj wpływ potoku na rzeźbę terenu jest niewielki – doliny ukształtowane zostały głównie przez lodowiec. Poniżej Polany Chochołowskiej potok płynie miękkimi skałami osadowymi – wapieniami i dolomitami. W tych właśnie skałach wapiennych potok wyrzeźbił głęboki wąwóz i liczne podziemne koryta i szczeliny, do których wpływa woda. Skutkiem tych zjawisk krasowych są liczne ponory, czyli miejsca, gdzie potok gubi wodę, a następnie wypływa ona w innym miejscu poniżej. To tracenie wody jest znaczne, w niektórych latach przy długotrwałych okresach bezdeszczowych zdarza się, że na niektórych odcinkach cały potok zanika. Największy wypływ wody znajduje się w Wywierzysku Chochołowskim.
Największe dopływy: Jarząbczy Potok, Starorobociański Potok, Litworowy Potok, Dolinczański Potok, Bobrowiecki Potok, Ptasiniec, Koryciańska Siklawa.
Powierzchnia zlewni do ujścia Koryciańskiej Siklawy wynosi 22,728 km², średni spadek w obrębie Tatr 6,47%, od ujścia Starorobociańskiego Potoku do wylotu z Tatr 3,22%. Długość potoku w obrębie Tatr wynosi 8,86 km.

## Bieg potoku
Źródła Wyżniego Chochołowskiego Potoku znajdują się na wysokości około 1430 m w progu skalnym kotła lodowcowego Dziurawe pod Wołowcem. Poniżej ujścia Jarząbczego Potoku powstaje Chochołowski Potok. Jego średni przepływ w tym miejscu wynosi 300-400 l/s, a koryto w niektórych miejscach rozszerza się do 4 m. Zasilany jest początkowo tylko dopływami lewostronnymi. Są to: Dolinczański Potok, Litworowy Potok, Bobrowiecki Potok. Jedynym prawostronnym dopływem jest potok Ptasiniec spływający Doliną Trzydniowiańską. Spadek potoku stopniowo maleje, od ujścia Jarząbczego Potoku do ujścia Bobrowieckiego Potoku wynosi 6,5%. Polanę Chochołowską opływa po wschodniej stronie, rozlewając się w tym miejscu szeroko i tworząc kilka koryt oraz kamienisko.
Poniżej ujścia Starorobociańskiego Potoku jego koryto zwęża się. W Wyżniej Bramie Chochołowskiej po prawej stronie wypływają trzy źródła krasowe zasilające Chochołowski Potok przepływami podziemnymi. Jesienią maleje w nich ilość wody i na powierzchni zanikają. W tej okolicy Chochołowski Potok traci część wody, która zanika w ponorze – przepływa podziemnymi przepływami przez Jaskinię Rybią po lewej stronie Wyżniej Bramy Chochołowskiej. Poniżej niej potok także gubi wodę w podziemnych krasowych przepływach, oraz w aluwiach. Latem ilość utraconej wody dochodzi nawet do 60%. Od tego miejsca potok aż do ujścia płynie w kierunku północnym. W 1948 r. miała miejsce duża powódź, podczas której koło Kolesy skrócił on swój bieg i zmienił koryto, tak, że od tego czasu płynie po lewej stronie drogi.
Dopływy powierzchniowe z obszaru zbudowanego ze skał węglanowych są zazwyczaj okresowe. Bezwodne są stoki Kominiarskiego Wierchu, okresowo tylko spływają wody z doliny Głębowiec i Doliny Dudowej. Okresowo spływający potok z Doliny Dudowej tworzy przy ujściu stożek napływowy z naniesionego rumoszu skalnego, zwężający koryto Chochołowskiego Potoku, nanos ten jest jednak stale przez Chochołowski Potok znoszony w dół. Tuż poniżej ujścia potoku z Doliny Dudowej na wysokości 988 m znajduje się Wywierzysko Chochołowskie odwadniające masyw Kominiarskiego Wierchu, wypływa nim także część wód Chochołowskiego Potoku zanikająca w ponorze powyżej. Wywierzysko ma wydajność około 500 l/s i temperaturę wody około 5 °C. Niewielkie wywierzysko o wydajności około 12 l/s znajduje się także po przeciwnej, lewej stronie potoku.
W dolnym biegu do Chochołowskiego Potoku uchodzą niewielkie cieki z Doliny Długiej, Małych Korycisk i Wielkich Korycisk. Na polanie Huciska potok rozlewa się szeroko. U wylotu z Tatr koryto osiąga szerokość do 8 m i w całości utworzone jest w naniesionym przez potok materiale akumulacyjnym. Od ujścia potoku z Wielkich Korycisk zmienia nazwę na Siwą Wodę. Płynie ona dalej przez Rów Kościeliski i w Roztokach (część Witowa) na wysokości około 880 m łączy się z Kirową Wodą, tworząc rzekę Czarny Dunajec.

## Szlaki turystyczne
szlak biegnący wzdłuż potoku z Siwej Polany przez polanę Huciska na Polanę Chochołowską. Czas przejścia z parkingu na Siwej Polanie do schroniska na Polanie Chochołowskiej: 2:10 h, ↓ 1:45 h